# Dobry porządek
Dobry porządek na danym zbiorze {\displaystyle X} – porządek liniowy na {\displaystyle X} o tej własności, że każdy niepusty podzbiór zbioru {\displaystyle X} ma element najmniejszy ze względu na ten porządek.
Przykładem porządku liniowego, który nie jest dobrym porządkiem, jest standardowo uporządkowany zbiór liczb całkowitych (podobnie liczb rzeczywistych), gdyż w zbiorze tym nie ma najmniejszego elementu.
Pojęcie dobrego porządku ma ścisły związek z pojęciem indukcji matematycznej, bowiem pojęcie indukcji można stosować we wszystkich zbiorach dobrze uporządkowanych.

## Przykłady
- Liczby {\displaystyle 1,\ldots ,100} ze standardowym porządkiem.
- Zbiór liczb naturalnych {\displaystyle \mathbb {N} } ze standardowym porządkiem.
- {\displaystyle X=\mathbb {N} \cup \{a\},} gdzie liczby naturalne porównujemy normalnie, natomiast {\displaystyle a} jest elementem większym od dowolnej liczby naturalnej.
- Zbiór liczb naturalnych {\displaystyle \mathbb {N} } z następującym (niestandardowym) porządkiem:

{\displaystyle 0<2<4<\ldots <1<3<5<\ldots }